# RTL aktuell
Az RTL aktuell a német RTL fő műsoridős hírműsora, amely mindennap 18:45-től látható.

## Története
A hírműsor 1984. január 2. óta naponta látható. A kezdeti időkben még 7 vor 7 - Die Bilde des Tages (7 előtt 7 perccel – A nap képei) néven készült, első műsorvezetője Hans Meiser volt. Az első főszerkesztő Hans Mahr volt.
1987-ben elindult a csatorna Guten Morgen Deutschland című reggeli műsora, melynek része lett az RTL aktuell.
1988. április 5-én a hírműsor az RTL Aktuell nevet kapta, a csatorna logója ekkortól tartalmazza az RTL-re jellemző piros-sárga-kék színeket.
1992. október 31-től teljesen megváltozott az RTL és az RTL Aktuell is, az RTL arculata a mai napig meglevő mozaikkockás lesz. Elindul az RTL aktuell déli kiadása Punkt 12 címen, amely hétköznaponként látható. Ekkortól lesz Peter Kloeppel az RTL aktuell műsorvezetője, aki a hírműsor meghatározó arcává válik.
1994-ben a híradó késő esti kiadása RTL Nachtjournal néven jelentkezik, amely hasonló koncepciójú, mint a közszolgálati ZDF heute journal és a Sat.1 News – Die Nacht című műsorai.
2004-ben Peter Kloeppel lesz a műsor főszerkesztője, aki 2014-ig tölti be ezt a posztot.
2008-tól az RTL aktuellt az RTL Group InfoNetwork leányvállalata gyártja, és a műsor 16:9-es formátumban megy tovább.
2010 szeptemberétől a műsort Köln Deutz negyedében levő új RTL-székház stúdiójában készítik, ahol a műsor HD-ben is készül.
2014-től virtuális stúdiója lett az RTL aktuellnek.

## Műsorvezetők
| Híradós műsorvezetők    |           |                                                                                           |
| Peter Kloeppel          | 1992 óta  | főszerkesztő, műsorvezető                                                                 |
| Annett Möller           | 2008 óta  | főkiadások / hétvégi kiadások                                                             |
| Maik Meuser             | 2015 óta  |                                                                                           |
| Charlotte Maihoff       | 2017 óta  |                                                                                           |
| Lothar Keller           | 2006 óta  | kevésbé nézett kiadások/ hétvégék / Annett Möller szülési szabadsága alatt helyettesített |
| Kay-Sölve Richter       | 2004–2005 |                                                                                           |
| Ilka Eßmüller           | 2001–2007 |                                                                                           |
| Susanne Kronzucker      | 1995–2003 |                                                                                           |
| Petra Schwarzenberg     | 1994–2005 | főkiadások / hétvégi kiadások                                                             |
| Christoph Teuner        | 1992–1997 | főkiadások / hétvégi kiadások                                                             |
| Claus Hommer            | 1987–1991 | hétvégi kiadások                                                                          |
| Hans Meiser             | 1984–1992 | szerkesztő                                                                                |
| Sporthírek műsorvezetői |           |                                                                                           |
| Ulrike von der Groeben  | 1989 óta  | Főműsorvezető                                                                             |
| Birgit von Bentzel      | 2003 óta  | hétvégi kiadások                                                                          |
| Andreas von Thien       | 1996 óta  | hétvégi kiadások                                                                          |
| Időjósok                |           |                                                                                           |
| Christian Häckl         | 1994 óta  | főműsorvezető                                                                             |
| Maxi Biewer             | 1992 óta  | főkiadás / hétvégi kiadások                                                               |
| Bernd Fuchs             | 1997 óta  | kevésbé nézett kiadások / hétvégi kiadások                                                |
| Eva Imhof               | 2010 óta  | kevésbé nézett kiadások / hétvégi kiadások                                                |

## Díjai, elismerései
- 2007-ben a legjobb hírműsor címet nyerte el a Deutsche Fernsehpreis legjobb hírműsor címét nyerte el.[forrás?]

## Fordítás
Ez a szócikk részben vagy egészben  a   RTL Aktuell című német Wikipédia-szócikk ezen változatának fordításán alapul.  Az eredeti cikk szerkesztőit annak laptörténete sorolja fel. Ez a jelzés csupán a megfogalmazás eredetét és a szerzői jogokat jelzi, nem szolgál a cikkben szereplő információk forrásmegjelöléseként.